# Johannes Schmidlap

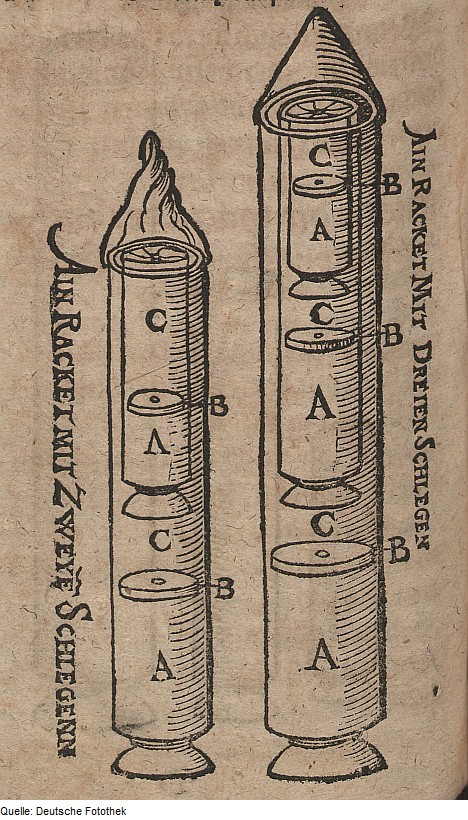
Mehrstufige Raketen aus Schmidlaps Künstliche und rechtschaffene Fewrwerck zum Schimpff

Johannes Schmidlap (* vor 1561, vermutlich in Schorndorf; auch Johann; auch Schmidlapp) war ein Feuerwerker, Kriegstechniker und Raketenpionier im 16. Jahrhundert.
Schmidlap wurde höchstwahrscheinlich in Schorndorf geboren, über sein Leben ist nicht viel überliefert. Gelegentlich wird er mit den Beinamen von Schorndorff oder der Ältere bezeichnet. 1560 publizierte er erstmals sein Werk: Künstliche und rechtschaffene Fewrwerck zum Schimpff bei Johann vom Berg und Vlrich Newber in Nürnberg, das Werk wurde 1564 nachgedruckt und in einer neuen Edition 1590 und 1591 bei Katharina Gerlachin neu aufgelegt. Als Zeitgenosse des Raketentechnikers Conrad Haas, der sich ebenfalls mit mehrstufigen Raketensystemen befasste, stand er vermutlich mit diesem in Kontakt. Doru Todriciu merkt auffällige Übereinstimmungen der Abbildungen und Textpassagen in den Publikationen von Conrad Haas und Schmidlap an. Schmidlap gelang es vermutlich als erstem mehrstufige Raketen erfolgreich zu starten.

## Werke
- Künstliche vnd rechtschaffene Fewrwerck zum Schimpff, vormals im Truck nie auszgangen… Johann vom Berg und Vlrich Newber, Nürnberg 1560.
- Künstliche vnd rechtschaffene Fewrwerck zum Schimpff, vormals im Truck nie auszgangen. Johann vom Berg und Vlrich Newber, Nürnberg 1564 (archive.org [abgerufen am 18. März 2023]).
- Künstliche vnd rechtschaffene Fewrwerck zum Schimpff, vormals im Truck nie auszgangen. Katharina Gerlachin, Nürnberg 1590.
- Künstliche vnd rechtschaffene Fewrwerck zum Schimpff, vormals im Truck nie auszgangen (etc,). Katharina Gerlachin, Nürnberg 1591.